# Luís Francisco José, Príncipe de Conti
Luís Francisco José de Bourbon ou Luís Francisco II, Príncipe de Conti (em francês: Louis-François-Joseph de Bourbon; Paris, 1 de setembro de 1734 - Barcelona, 13 de março de 1814), foi o último Príncipe de Conti, herdeiro de um ramo cadete da Casa de Bourbon, cujos principais ramos governaram a França até 1848. O seu título era honorário e não possuía qualquer jurisdição territorial.

## Títulos e estilos
- 1 de setembro de 1734 - 2 de agosto de 1776: Sua Alteza Sereníssima o Conde de La Marche
- 2 de agosto de 1776 - 13 de março de 1814: Sua Alteza Sereníssima o Príncipe de Conti